# Murienua
Inscrits : 463 (2006)
Murienua est l'une des trois circonscriptions électorales du district d'Arorangi sur l'île de Rarotonga (îles Cook).
Elle est constituée de trois tapere :
- Kavera ;
- Aroa ;
- Rutaki.

Cette circonscription fut créée en 1981 par l'amendement constitutionnel n°9. Jusqu'alors les 2 sièges de Ruaau et Murienua étaient regroupés dans la circonscription de Puaikura. Murienua comprenait alors 2 tapere supplémentaires Akaoa et Vaiakura. En 1991, ceux-ci furent regroupés au sein d'une nouvelle circonscription, Akaoa.

## Élections de 2004
Pour ces élections la candidature de l'homme d'affaires Brett Porter fit polémique. Sans étiquette, celui-ci se disait favorable à une réforme des institutions prônant la réductions du nombre de députés à 17. Le Cook Islands Party craignait de plus que cette candidature rogne sur son propre électorat empêchant par là même la reconduction de Tom Marsters à la tête de circonscription. Marsters fut néanmoins réélu pour la troisième fois d'affilée. 
| Tom John Marsters (CIP) | 47 %   |
| William Pera (DP)       | 25,8 % |
| Rouru Metuariki (TE)    | 4,7 %  |
| Brett Porter (Ind.)     | 22,5 % |

## Élections de 2006
Nouvelle victoire de Marsters. Après les élections, Marsters fut nommé chef de l'opposition au Parlement du fait de la défaite d'Henry Puna, président du CIP, dans sa circonscription de Manihiki
| Tom John Marsters (CIP) | 45,1 % |
| Poko Tuariki (DP)       | 23,2 % |
| Brett Porter (Ind.)     | 31,7 % |